# Proceratophrys avelinoi
Proceratophrys avelinoi é uma espécie de anfíbio  da família Odontophrynidae.
Pode ser encontrada nos seguintes países: Argentina, Brasil e possivelmente em Paraguai.
Os seus habitats naturais são: florestas subtropicais ou tropicais húmidas de baixa altitude, rios, rios intermitentes, pastagens e florestas secundárias altamente degradadas.
Está ameaçada por perda de habitat.